# 毋岳チェ駅
毋岳チェ駅（ムアクチェえき）は、大韓民国ソウル特別市西大門区弘済洞にあるソウル交通公社3号線の駅。駅番号は325。駅名の「チェ」は「峠」の固有語である。

## 駅構造
ホーム階は地下3階にあり、相対式ホーム2面2線を有している。保安用にホームドアシステム（フルスクリーンタイプ）を装備する。
改札階は地下2階にあり、改札口は北側（弘済寄り）と南側（独立門寄り）の2ヶ所ある。北側の改札のみホームへの連絡エレベーターが設置されている。化粧室は北側の改札内にある。
出入口は1番から4番までの計4ヶ所ある。

### のりば
案内上ののりば番号は設定されていない。
| ホーム | 路線  | 行先                                    |
| ------ | ----- | --------------------------------------- |
| 上り   | 3号線 | 仏光・旧把撥・大谷・大化方面            |
| 下り   | 3号線 | 鍾路3街・高速ターミナル・水西・梧琴方面 |

## 利用状況
近年の一日平均利用人員推移は下記のとおり。
| 路線  | 路線     | 2000年 | 2001年 | 2002年 | 2003年 | 2004年 | 2005年 | 2006年 | 2007年 | 2008年 | 2009年 | 出典  |
| ----- | -------- | ------ | ------ | ------ | ------ | ------ | ------ | ------ | ------ | ------ | ------ | ----- |
| 3号線 | 乗車人員 | 4,296  | 4,722  | 4,629  | 4,622  | 4,740  | 4,679  | 4,667  | 4,681  | 4,716  | 4,759  | [ 1 ] |
| 3号線 | 降車人員 | 3,851  | 4,112  | 4,148  | 4,148  | 4,372  | 4,394  | 4,428  | 4,415  | 4,563  | 4,599  | [ 1 ] |
| 3号線 | 乗降人員 | 8,147  | 8,834  | 8,776  | 8,770  | 9,112  | 9,072  | 9,095  | 9,096  | 9,280  | 9,358  | [ 1 ] |
| 路線  | 路線     | 2010年 | 2011年 | 2012年 | 2013年 | 2014年 | 2015年 |        |        |        |        | [ 1 ] |
| 3号線 | 乗車人員 | 4,719  | 4,776  | 4,743  | 4,644  | 4,603  | 4,423  |        |        |        |        | [ 1 ] |
| 3号線 | 降車人員 | 4,621  | 4,641  | 4,601  | 4,558  | 4,532  | 4,369  |        |        |        |        | [ 1 ] |
| 3号線 | 乗降人員 | 9,340  | 9,417  | 9,344  | 9,202  | 9,135  | 8,792  |        |        |        |        | [ 1 ] |

## 駅周辺
- 毋岳チェ
- 鞍山初等学校
- 鞍山派出所
- 恩平水道事業所
- 弘済2洞住民センター
- 仁旺山[2]
- 天主教毋岳チェ聖堂

## 歴史
- 1985年7月12日 - ソウル特別市地下鉄公社3号線（当時）の駅として開業。
- 2005年1月1日 - ソウル特別市地下鉄公社がソウルメトロに改称。

## 隣の駅
ソウル交通公社
 3号線
弘済駅 (324) - 毋岳チェ駅 (325) - 独立門駅 (326)